# Mimelater
Mimelater là một chi bọ cánh cứng trong họ 
Elateridae.
Chi này được miêu tả khoa học năm 1906 bởi Handlirsch.

## Các loài
- Mimelater angulatus (Giebel, 1856)